# ملعب ديلي ألبي
كان ملعب ديللي ألبي (بالعربية: ملعب الألب) (بالإيطالية: Stadio delle Alpi) ملعبًا يقع في مدينة تورينو شمال إيطاليا. أنشأ من أجل استضافة بعض مباريات بطولة كأس العالم لكرة القدم 1990. كان يسع لجلوس 69.041 متفرج بينما تضم منصة الصحفيين 254 مقعد وبالتالي يصبح المجموع 69.295 مقعد، مكلفاً ما يقارب 200 مليون يورو. بدأت أعمال الإنشاء في يونيو 1988.
افتتح ملعب ديللي ألبي في 31 مايو 1990 بإقامة مباراة ودية ما بين فريق خليط من نادي تورينو ونادي يوفنتوس (حيث لبسوا لباس خاص باللونين الأصفر والأزرق وهي ألوان بلدية تورينو) ونادي بورتو بطل الدوري البرتغالي آنذاك. قبل بداية المباراة وقف الحاضرون دقيقة صمت على أرواح مشجعي نادي يوفنتوس الذين ماتوا في كارثة ملعب هيسل، كارثة سوبرجا الجوية، وغايتانو شيريا. بينما أقيمت أول مباراة رسمية في 10 يونيو ضمن مباريات بطولة كأس العالم لكرة القدم 1990 بلقاء جمع البرازيل والسويد، وسجل البرازيلي كاريكا أول هدف رسمي على الملعب الجديد.
عانت المنشأة لاحقا من عدة مشاكل. أهم المشاكل هي تكلفة الصيانة العالية للسقف وأرضية الملعب. المشكلة الثانية كانت تتمثل بالرؤية غير الواضحة من الجانبين بسبب إنشاء مضمار ألعاب القوى الذي تم بتمويل من اللجنة الأولمبية الإيطالية، والتي لم تستفد منه سوى في استضافة الجائزة الكبرى في 1992. إضافة إلى تأثر الملعب بالأحوال الجوية، مما تسبب في ضعف جودة العشب، بسبب الفيضانات الطينية التي تسببها جبال الألب. كل هذه العوامل أثرت على الحضور الجماهيري، ففي موسم 2005–06، كان متوسط الحضور الجماهيري 25,880 متفرج فقط.
لهذا فكرت إدارة اليوفنتوس في حل لتلك المشاكل، ففي 2003 حصل نادي يوفنتوس على حق الانتفاع من الجهة اليمنى للملعب من بلدية مدينة تورينو لمدة 99 سنة. وفي 2008 قدم نادي يوفنتوس مشروع هدم ملعب ديللي ألبي الذي أكتمل في مارس من العام التالي وبناء مرافق جديدة مكانه وبالتالي افتتاح ملعب استاد يوفنتوس في 2011.

## الخلفية التاريخية

### المشروع
على الفور بعد الفوز بحق استضافة كأس العالم لكرة القدم 1990 في عام 1984 قدم رئيس نادي يوفنتوس جامبييرو بونيبيرتي فكرة المنشأة الجديدة والتي يقع مكان مطار كولينيو غرب مدينة تورينو. تم تقديم عدة مشاريع لبناء ملعب جديد من 1984 إلى 1985 إلى المستشارة الرياضية الخاصة ببلدية تورينو إيلدا تيسوري. بسبب غلاء منطقة مطار كولينيو فقد تم اقتراح عدة مناطق أخرى وهي:
- المنطقة الحالية للملعب.
- المنطقة المتاخمة لساحة كوت أرمي ثم ولا يزال تستخدم حديقة.
- منطقة غير مأهولة غرب منتزه بيليرينا.
- منطقة مطار تورينو السابق المسمى ميدان ليزا في حي جنوب ميرافيوري.
- كونتيناسا في حي فاليت.

في 22 مايو 1986 اختارت مدينة سافوي المشروع الأخير. في 14 ديسمبر من نفس السنة اختار المجلس العسكري مشروع مارسيا الذي يضم أو لا يضم مضمار لألعاب القوى والذي يسع لجلوس 70 ألف مشجع والذي صممه سيرجيو هوتر، توني كورديرو، وفرانكو أوسولا (ابن أسطورة نادي تورينو في الأربعينات الذي توفي في كارثة سوبرجا الجوية).
اختير اسم النادي بعد مناقشات كثيرة. من ضمن الأسماء المقترحة: الملعب البلدي الجديد ومسرح تورينو العظيم والاسم الأخير قديم جدا ولكن من الواضح أنه لا يحظى بشعبية من قبل الشركات ومشجعي نادي يوفنتوس. في نفس الأثناء توفي نجم نادي يوفنتوس السابق في السبعينات والثمانينات غايتانو شيريا واقترح اطلاق اسمه على الملعب. من الأسماء الأخرى المقترحة كان فيتوريو بوتسو مدرب منتخب إيطاليا بطل كأس العالم مرتين في 1934 و1938 ولكن رفض المقترح بسبب ارتباط بوزو بالحقبة الفاشية حتى استقروا على اطلاق اسم مسرح جبال الألب (ديللي ألبي) عليه.

### الافتتاح
افتتح ملعب ديللي ألبي في 31 مايو 1990 بإقامة مباراة ودية ما بين فريق خليط من نادي تورينو ونادي يوفنتوس (حيث لبسوا لباس خاص باللونين الأصفر والأزرق وهي ألوان بلدية تورينو) ونادي بورتو بطل الدوري البرتغالي. قبل بداية المباراة وقف الحاضرون دقيقة صمت على أرواح مشجعي نادي يوفنتوس الذين ماتوا في كارثة ملعب هيسل، كارثة سوبرجا الجوية، وغايتانو شيريا.
أقيمت أول مباراة رسمية في 10 يونيو ضمن مباريات بطولة كأس العالم لكرة القدم 1990 بلقاء جمع البرازيل والسويد. البرازيلي كاريكا سجل أول هدف رسمي على الملعب الجديد.

### المشاكل
عانت المنشأة لاحقا من عدة مشاكل. أهم المشاكل هي تكلفة الصيانة العالية للسقف وأرضية الملعب. المشكلة الثانية الرؤية غير الواضحة من الجانبين بسبب إنشاء مضمار ألعاب القوى الذي تم بتمويل من اللجنة الأولمبية الإيطالية التي لم تستفد منه سوى في استضافة الجائزة الكبرى في 1992. عدم مرونة الملعب مما جعله محصورا في إقامة مباريات لعبة كرة القدم. تتسبب جبال الألب في فيضانات طينية مما يتسبب في ضعف جودة العشب.

### نقل الملكية والهدم

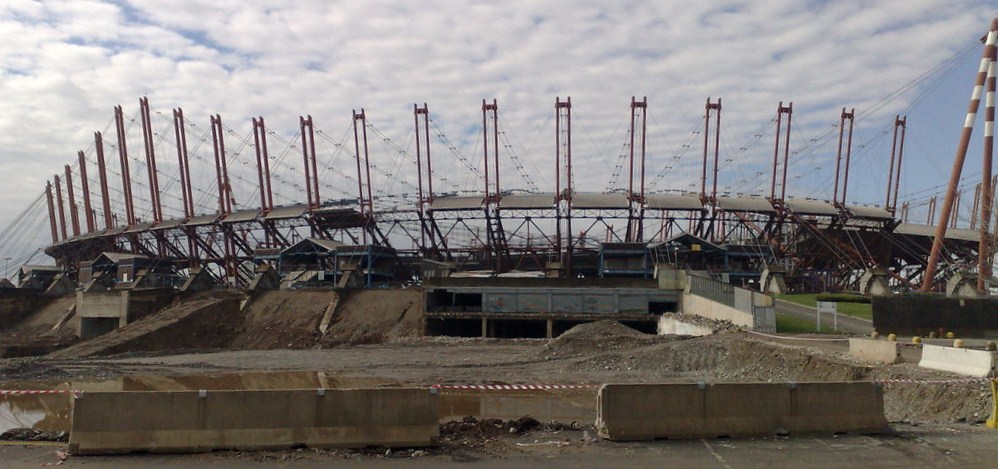
الملعب أثناء هدمه

الملعب ملك لبلدية تورينو حتى يونيو 2003 عندما دفع نادي يوفنتوس 25 مليون يورو من أجل استغلال المنطقة اليمنى من الملعب لمدة 99 سنة كما وافقت بلدية تورينو على استغلال مقر البلدية القديم لإقامة المرافق التدريبية مقابل 6 ملايين يورو مع دفع قيمة إيجار ملعب ديللي ألبي حتى 2006 بسبب إقامة دورة الألعاب الشتوية في نفس السنة. في نوفمبر 2008 بدأت عملية هدم الملعب واكتملت في مارس 2009. من تراب الملعب القديم أنشأ الملعب الجديد الذي أنجز في 2011.

## البناء

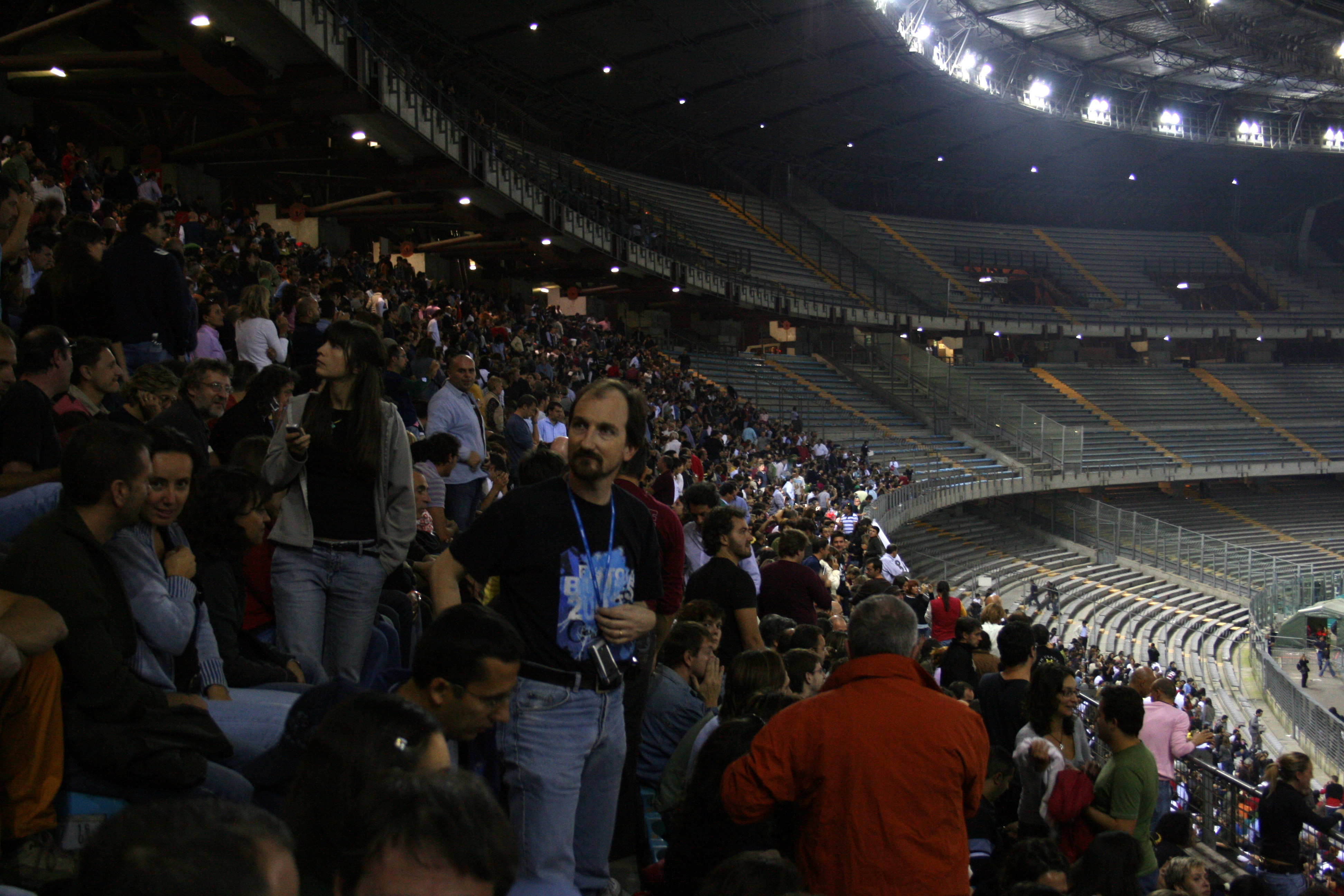
مشهد لمدرجات الملعب

أساسا تم تقسيم مدرجات الملعب إلى ثلاثة مستويات وهي منخفضة، متوسطة، وعالية. مدرج كورفا شيريا الذي يسع لجلوس 15260 متفرج يجلس فيه أكثر المؤيدين لنادي يوفنتوس خلال مباريات الإياب والذي يقع خلف كورسو فيرارا والذي أطلق عليه هذا الاسم تكريما لقائد نادي يوفنتوس ومنتخب إيطاليا غايتانو شيريا (1953 – 1989) الذي توفي في حادث سيارة في بولندا عندما كان يعمل مساعد مدرب. مدرج ماراثون يقع على الجانب الشمالي من الملعب ويسع لجلوس 15260 متفرج ويجلس فيه مشجعو نادي تورينو المتعصبون الأكثر صخبا. المدرج الشرقي للملعب يعتبر ملتقى جلوس العائلات الملتزمين بالنظام. الجانب الأيسر منطقة منفصلة مخصصة لمشجعي الفرق الزائرة. المدرج الغربي هو الأغلى ثمنا ومخصص لجلوس الإعلاميين والمعلقين والشخصيات البارزة.

### النظام الصوتي
تم وضع النظام الصوتي على ارتفاع 40 متر من منتصف الملعب بدعم من قضبان فولاذية. قوة النظام الصوتي يبلغ 12 أمبير ويضم 96 سماعة. يبلغ مجموع وزنها 7.7 طن وحجم السماعة الواحدة 3 متر ارتفاع في 6.45 متر عرض في 8 متر تغطية. قوة مكبرات الصوت الإثني عشر تبلغ 21 واط ويسمع من على بعد أكثر من 100 متر. لسماع الصوت كان هناك حاجة إلى:
- 1 خلاط قنوات.
- 2 معدل.
- 10 مضخم صوت.
- 2 موزع إشارات.
- 6 معالجات صوت.
- 2 أقراص دوارة.
- 1 مسجل بكرة لبكرة.
- 1 مسجل كاسيت.
- 1 راديو.
- 1 مايكروفون.
- 1 مايكروفون لا سلكي.

## المباريات
أبرز المباريات التي استضافها الملعب هي ذهاب المباراة النهائية في بطولة كأس الاتحاد الأوروبي في 29 أبريل 1992 ما بين نادي تورينو ونادي أياكس أمستردام الهولندي التي انتهت بالتعادل الإيجابي 2-2 وحضرها 65377 متفرج ومباراة الدور الربع النهائي في بطولة دوري أبطال أوروبا ما بين نادي يوفنتوس ونادي ريال مدريد الإسباني التي انتهت بفوز الفريق المستضيف 2-0 بعد تمديد الوقت في 9 مارس 2005 حيث تم تحطيم الرقم القياسي في إيرادات الملعب بتحصيل 3.47709 مليون يورو كما استضاف الملعب خمس مباريات في بطولة كأس العالم لكرة القدم 1990 وهي:
- 10 يونيو 1990 – المجموعة الثالثة – البرازيل 2 – السويد 1
- 16 يونيو 1990 – المجموعة الثالثة – البرازيل 1 – كوستاريكا 0
- 20 يونيو 1990 – المجموعة الثالثة – البرازيل 1 – اسكتلندا 0
- 24 يونيو 1990 – الدور الثمن النهائي – البرازيل 0 – الأرجنتين 1
- 4 يوليو 1990 – الدور النصف النهائي – ألمانيا الغربية 1 (4) – إنجلترا 1 (3)

## النشاطات
استضاف ملعب ديللي ألبي العديد من الحفلات لفنانين عالميين وكذلك سباق الجائزة الكبرى الثامن لألعاب القوى.

### الحفلات

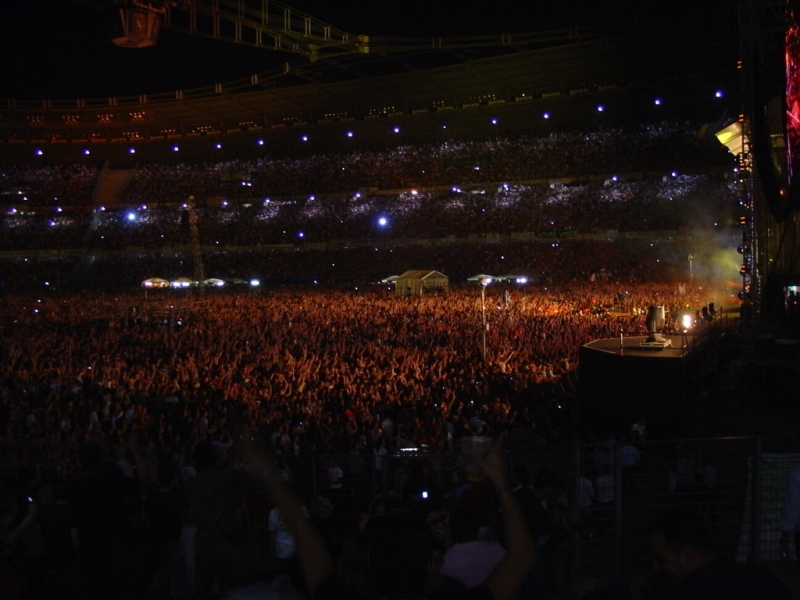
حفلة فاسكو روسي

استضاف الملعب العديد من الجولات والحفلات الدولية لفنانين في ذروة نجاحهم مثل بينك فلويد، ميتاليكا، غنز آن روزز، ويو تو. في 2 أكتوبر 2007 ألتم شمل فرقة الشرطة في حضور 65 ألف مشجع. كما أقيمت حفلة لمادونا وأيه سي/دي سي وهو الظهور الثاني على ملعب في تورينو بعد الحفلة التي أقيمت على ملعب البلدية القديم في الثمانينات. حتى أن فرقة الرولينج ستونز عاد إلى تورينو في 28 يوليو 1990. من ضمن الإيطاليين أقام فاسكو روسي ثماني حفلات آخرها في 5 أكتوبر 2008 بالإضافة إلى لوتشيانو ليغابوي، إروس رامادزوتي، كلاوديو باليوني، وريناتو زيرو.